# OHRIS
OHRIS (Occupational Health- and Risk-Managementsystem) ist ein in Bayern und Sachsen zertifizierbares, aber international anerkanntes Arbeitsschutzmanagementsystem.
Der Vorteil des Systems ist, dass alle Zertifizierungsunterlagen kostenlos bezogen werden können und dass auch die Beratung und Zertifizierung kostenlos durch die Gewerbeaufsichtsämter (in Bayern und Sachsen) durchgeführt werden.
Sinn des Bayerischen Sonderweges im Arbeitsschutz, der inzwischen auch von Sachsen übernommen wurde, ist die Eigenverantwortung der Unternehmen zu stärken und die direkte Überwachung durch eine überwachte Eigenüberwachung zu ersetzen. Mittlerweile haben über 350 bayerische Unternehmen, mit insgesamt über 170.000 Mitarbeitern, ein auf OHRIS basierendes Arbeitsschutzmanagementsystem übernommen.